# Hurungwe

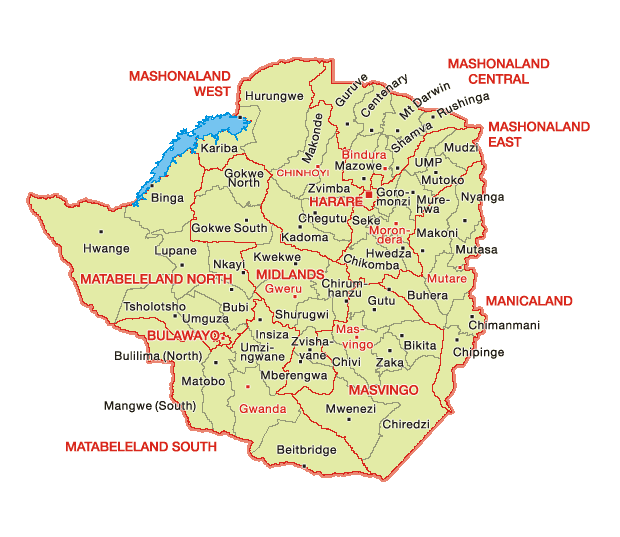
Distritos do Zimbábue

Hurungwe é o distrito localizado mais a norte do Zimbábue, na província de Maxonalândia Ocidental. Toda a sua fronteira norte separa o país da Zâmbia e ainda confina a sudoeste com o distrito de Cariba e a sueste com Makonde, ambos da mesma província, e a leste com o distrito Guruve, da vizinha província de Maxonalândia Central.